# 1983 în informatică
- 1982 în informatică — 1983 în informatică — 1984 în informatică

1983 în informatică a însemnat o serie de evenimente noi notabile:

## Evenimente
- La Fabrica de Memorii din Timișoara este produs în serie  microcalculatorul personal românesc aMIC cu microprocesor Z80.

## Premiul Turing
- Ken Thompson și Dennis Ritchie